# San Francisco de Asís-missie

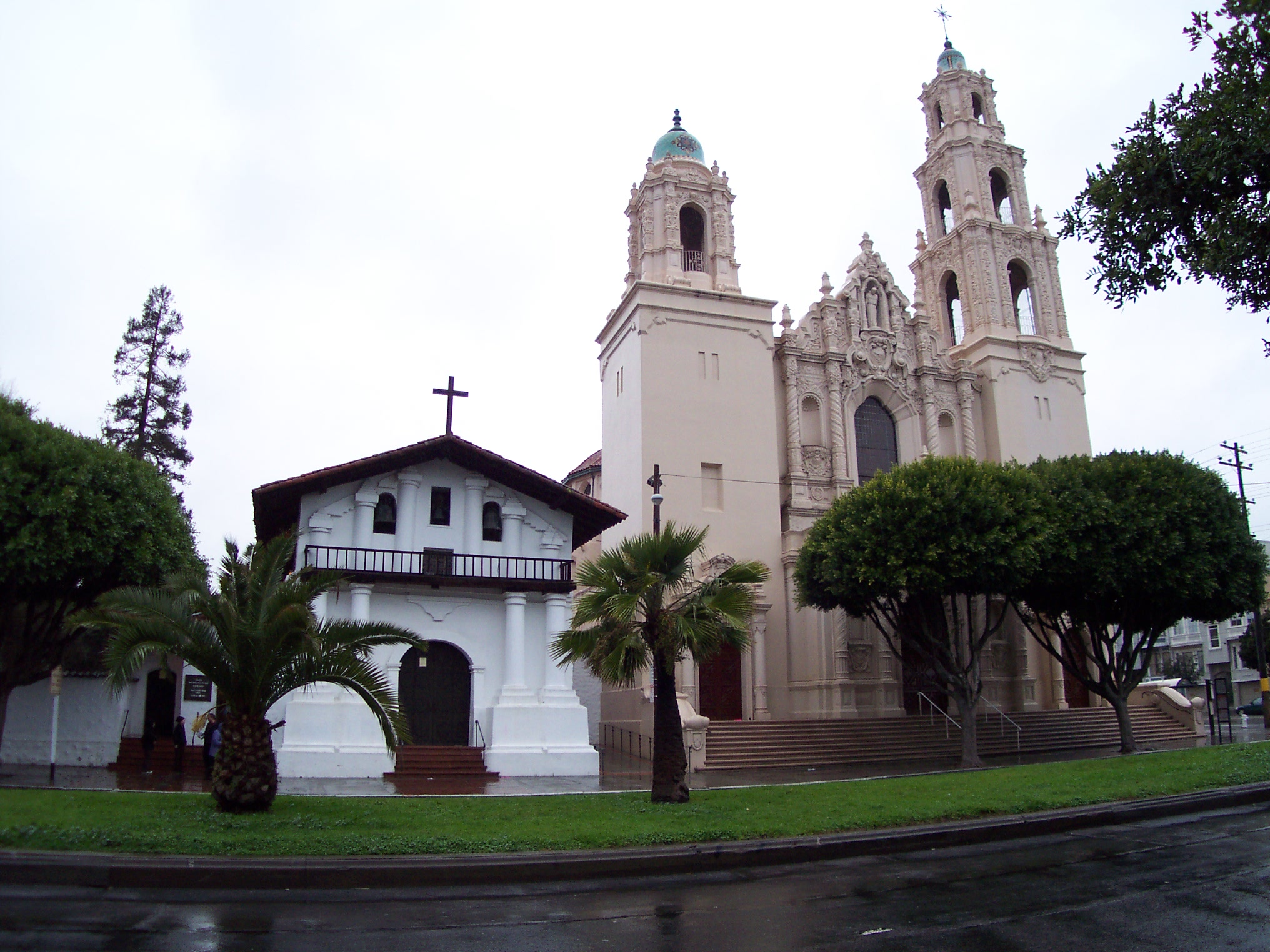
Links de 18e-eeuwse missie en rechts de Mission Dolores Basilica uit 1918

De San Francisco de Asís-missie, ook bekend als de Mission Dolores, (Engels: Mission San Francisco de Asís, Spaans: Misión de San Francisco de Asís) is het oudste nog bestaande bouwwerk in de Californische stad San Francisco. De rooms-katholieke missiepost werd op 29 juni 1776 gesticht door de Spaanse luitenant José Joaquín Moraga en de franciscaan Francisco Palóu en was de zesde Spaanse missie in Californië. De missie werd gewijd aan Franciscus van Assisi, de oprichter van de Orde der Franciscanen. De oorspronkelijke houten kerk werd al vrij snel vervangen door het huidige gebouw dat in 1791 werd ingewijd.
In 1876 werd naast de oorspronkelijke kerk een neogotische kerk gebouwd, die echter werd verwoest tijdens de aardbeving van 1906. De Mission Dolores Basilica, opgetrokken in de Spanish Colonial Revival-architectuurstijl, werd tussen 1913 en 1918 op dezelfde plaats gebouwd.

## In de populaire cultuur
In de Hitchcock-thriller Vertigo achtervolgt inspecteur Scottie Ferguson (gespeeld door James Stewart) Madeleine Elster (rol van Kim Novak) in de missiepost, waar Madeleine bloemen op het graf van ene Carlotta Valdes legt. De grafzerk werd er speciaal voor de film geplaatst en is er naar verluidt nog een aantal jaar na het filmen blijven staan.
De missie komt ook voor in de film Class Action en in het liedje "Mission in the Rain" van Jerry Garcia.